# 2000年夏季残疾人奥林匹克运动会阿塞拜疆代表团
2000年夏季残疾人奥林匹克运动会阿塞拜疆代表团是阿塞拜疆派出的2000年夏季残疾人奥林匹克运动会代表团。获得1枚银牌。